# Нова Домброва (Поморське воєводство)
Нова Домброва (пол. Nowa Dąbrowa) — село в Польщі, у гміні Потенґово Слупського повіту Поморського воєводства.
Населення — 90 осіб (2011).
У 1975-1998 роках село належало до Слупського воєводства.

## Демографія
Демографічна структура станом на 31 березня 2011 року:
|          | Загалом | Допрацездатний вік | Працездатний вік | Постпрацездатний вік |
| -------- | ------- | ------------------ | ---------------- | -------------------- |
| Чоловіки | 47      | 15                 | 27               | 5                    |
| Жінки    | 43      | 11                 | 23               | 9                    |
| Разом    | 90      | 26                 | 50               | 14                   |